# Télépéage (France)
 (mars 2016).

Le symbole utilisé en France

En France, le système de péage électronique facilite les entrées-sorties des conducteurs sur les routes payantes.
En Europe, le Service européen de télépéage (SET) est un dispositif visant à rendre interopérables différents systèmes de péage de pays européens, en leur donnant un cadre législatif et juridique.
La directive prévoit que le SET permet le DSRC, le contrôle en temps réel, et la géolocalisation le cas échéant.
Sur les autoroutes françaises, le télépéage est un moyen de paiement rapide sur autoroute utilisant la norme de communication bidirectionnelle DSRC. Le système embarqué dans les véhicules consiste en un boîtier fixé sur le pare-brise d'une automobile, capté par un récepteur installé en péage et ce à l'entrée et à la sortie d'un tronçon payant.

## Historique
En 1959, le prix « Nobel » d'économie William Vickrey a été le premier à proposer un système de péage électronique pour le Washington Metropolitan Area. Il proposait que chaque voiture soit équipée d'un transpondeur.

« Le signal personnel du transpondeur sera capté lorsque la voiture franchira une barrière, puis transmis à un ordinateur qui calculera la redevance en fonction de la distance et de l'heure de la journée afin de facturer l'automobiliste »

Dans les années 1980, en Norvège, la société Micro Design AS en 1984 et en 1988 a installé le premier système de péage électronique qui s'appelait Q-Free, nom que prendra ensuite la société en 1998.
En 1985, la société mixte Autoroutes du Sud de la France enregistre la marque « PASS’PEAGE ».
L'Italie a été le premier pays au monde à déployer un système de péage électronique complet dans les autoroutes à l'échelle nationale en 1989. Telepass, le nom de marque de système de péage électronique appartenant à Autostrade S.p.A., maintenant Autostrade per l'Italia, a été conçu par Dr Ing. Pierluigi Ceseri et Dr Ing. Mario Alvisi et comprenait une pleine opérationnelle en temps réel classification des véhicules et application par caméras interconnectés avec le PRA - Registre public italien des automobiles via un réseau de plus de 3,500 km. de fibres optiques. Telepass a introduit le concept d'interopérabilité de système de péage électronique, car il interconnectait 24 opérateurs autoroutiers italiens différents permettant aux utilisateurs de voyager entre les différentes zones de concession et de ne payer qu'à la fin du voyage. Dr Ing. Mario Alvisi est considéré comme le père de système de péage électronique dans les autoroutes parce que non seulement co-conçu Telepass, mais a été en mesure de le faire le premier système normalisé d'exploitation système de péage électronique dans le monde en tant que norme européenne en 1996 et agissant comme consultant pour le déploiement de système de péage électronique dans de nombreux pays dont le Japon, les États-Unis, le Brésil, etc.
En 1990, sur les Autoroutes du Sud de la France, des couloirs automatiques pour les poids lourds (les Pass-PL) sont installés dans les gares les plus fréquentées et en 1993 est mise en place la première expérience de télépéage à Toulouse (le Pass-Pass).Il s'agissait d'un système en lecture seule: le badge était détecté en entrée puis en sortie, le rapprochement pour calculer le montant du parcours, s'effectuant via le réseau informatique.
En 1990, en France, sur l'A1 gérée par Sanef, a été mis en place pour la première fois ce système de paiement rapide pour les usagers de la classe 1 (véhicule de tourisme) , sur la portion Senlis-Bonsecours.
En 1992 le télépéage a été déployé par la société Escota sur le tronçon payant de l'autoroute A50 (Roquefort-la-Bédoule - Sanary-sur-Mer).
En 1993, la marque TELEPASS est déposée au niveau européen par la société Autostrade S.p.A. (devenue filiale du groupe Atlantia S.p.A. après sa privatisation en 1999) à des fins de Service de perception et de paiement de péages pour autoroutes urbaines et extra-urbaines, pour le passage de ponts et tunnels et les accès aux zones urbaines et parkings; assurances et finances (services pour le compte de tiers).
En 1993, ASF inaugure dans la région Toulousaine (A68) des voies télépéage rapides permettant, moyennant une infrastructure rallongée, des passages jusqu'à 90 km/h. Cette vitesse sera néanmoins réduite pour des raisons de sécurité.
Dès 1995, le Portugal a développé un système national de télépéage, à travers la société Via Verde.
En 2000, le premier système de télépéage inter-société apparaît en France, 14 ans après l'Italie. Il s'agit d'un système bidirectionnel dans lequel la gare de péage d'entrée est écrite dans le badge pour être lue en sortie et permettre le calcul du péage correspondant au trajet.
En 2004, apparition de la directive 2004/52/CE du Parlement européen et du Conseil du 29 avril 2004 concernant l'interopérabilité des systèmes de télépéage routier dans l'Union Européenne, qui bénéficie essentiellement aux poids-lourds traversant les frontières nationales et circulant sur les autoroutes. Sont susceptibles d'en bénéficier 30 millions de poids-lourds sur seulement neuf frontières.
En 2005, les véhicules poids-lourds peuvent bénéficier pour la première fois de ce service pour le passage du tunnel routier du Fréjus géré par SFTRF côté français et par SITAF côté italien. Ce dernier a été élargi à l'ensemble du réseau français en 2009, en remplacement des voies à losange orange, supprimant ainsi l'usage d'un titre de transit et d'une carte magnétique.
En 2005, en Allemagne, le système de télépéage LKW-Maut devient opérationnel pour les poids-lourds, en se basant sur le GPS.
En 2005, différents systèmes de péage électroniques existent tant à un niveau local que national, mais ces systèmes sont non interopérables, notamment en Italie, au Portugal, en France, en Suisse (pour les poids-lourds), en Slovénie et en Norvège.
En 2007, l'Association des Sociétés Françaises d'Autoroutes enregistre la marque liber-t concernant notamment la catégorie Location de temps d'accès à une autoroute; location de temps d'accès à des infrastructures de transports notamment routes, ouvrages d'art,....
En 2007, l'ATMB Société concessionnaire pour la construction et l'exploitation du Tunnel routier sous le Mont Blanc partie française, enregistre auprès de l'INPI la marque déposée Libert-t Evasion notamment dans le domaine de la «Location de temps d'accès à une autoroute.».
Le système a été par ailleurs nationalisé sous le nom de Liber-t. La Commission européenne travaille depuis 2005 sur une possibilité d'utilisation sans rupture à l'ensemble du réseau autoroutier européen à péage. Mais ce dispositif de télépéage européen, prévu pour 2013, reste bloqué par les différences de technologie. Les autoroutes allemandes utilisant elles un système de géolocalisation par GPS pour les poids-lourds.
ASF est, en 2009, la société qui a délivré le plus de badges[réf. nécessaire]. L'abonnement est le plus souvent payant de l'ordre de 15 € par an[réf. souhaitée]. De 2009 à janvier 2012, la société Alis le proposait gratuitement, mais via une promotion temporaire qui obligeait à utiliser son réseau.
Le 6 octobre 2009, apparition de la décision 2009/750/CE relative à la définition du service européen de télépéage et à ses aspects techniques. Cette directive précise la directive 2004/52/CE. Ceci vise notamment à mieux intégrer les réseaux autoroutiers européens.
En 2010, la plupart des sociétés concessionnaires d'autoroutes françaises mettent en place des couloirs télépéage « sans arrêt » permettant un passage jusqu'à 30 km/h sans rallonger le couloir de péage. Ces couloirs peuvent également accueillir les poids-lourds.
En 2011, à la suite d'un accord entre deux sociétés d'autoroutes, le télépéage est devenu opérationnel de part et d'autre de la frontière franco-espagnole pour les poids lourds.
À partir du 1er janvier 2015 le badge de télépéage devient obligatoire dans tous les véhicules de société de plus de 3,5 tonnes en Norvège.

## Fonctionnement
Le règlement s'effectue par prélèvement mensuel au bénéfice de la société où la location du badge a été souscrite, qui adresse à son client une facture détaillant l'historique des trajets effectués dans le mois, y compris pour les trajets au bénéfice d'une autre société (Télépéage InterSociété - TIS). Aujourd'hui, les sociétés d'autoroutes proposent aux usagers diverses formules d'abonnement à des tarifs étudiés au plus près des besoins des trajets[non neutre] (Le prix moyen est d'environ 2 € par mois en plus des trajets, hors réductions éventuelles[réf. souhaitée]).
L'utilisation du réseau autoroutier reste possible pour les non-détenteurs de ce système en utilisant d'autres pistes manuelles ou automatiques (cartes de crédit, pièces, etc.) au niveau des péages.
Le télépéage fonctionne désormais sur tout le réseau autoroutier français. Il est aussi utilisable dans les parkings de la société Indigo.
Le positionnement du badge est important pour le bon déroulement de la transaction. Le fait de tenir le badge à la main augmente le risque d'échec de la transaction (et peut d'ailleurs être sanctionné[réf. souhaitée]). D'ailleurs il est spécifié dans le contrat d'abonnement que l'installation du badge sur le pare-brise est une obligation. De même, l'orientation du badge sur son support est importante, car l'antenne présente dans le badge doit être dirigée vers la balise présente en voie de péage.
Au Maroc, le badge de télépéage Jawaz fonctionne comme une carte prépayée, il est chargé avec un solde (de 50 DHs à 4500 DHs) par le client et le montant dû est imputé directement après le passage au péage.

## Lieu de passage

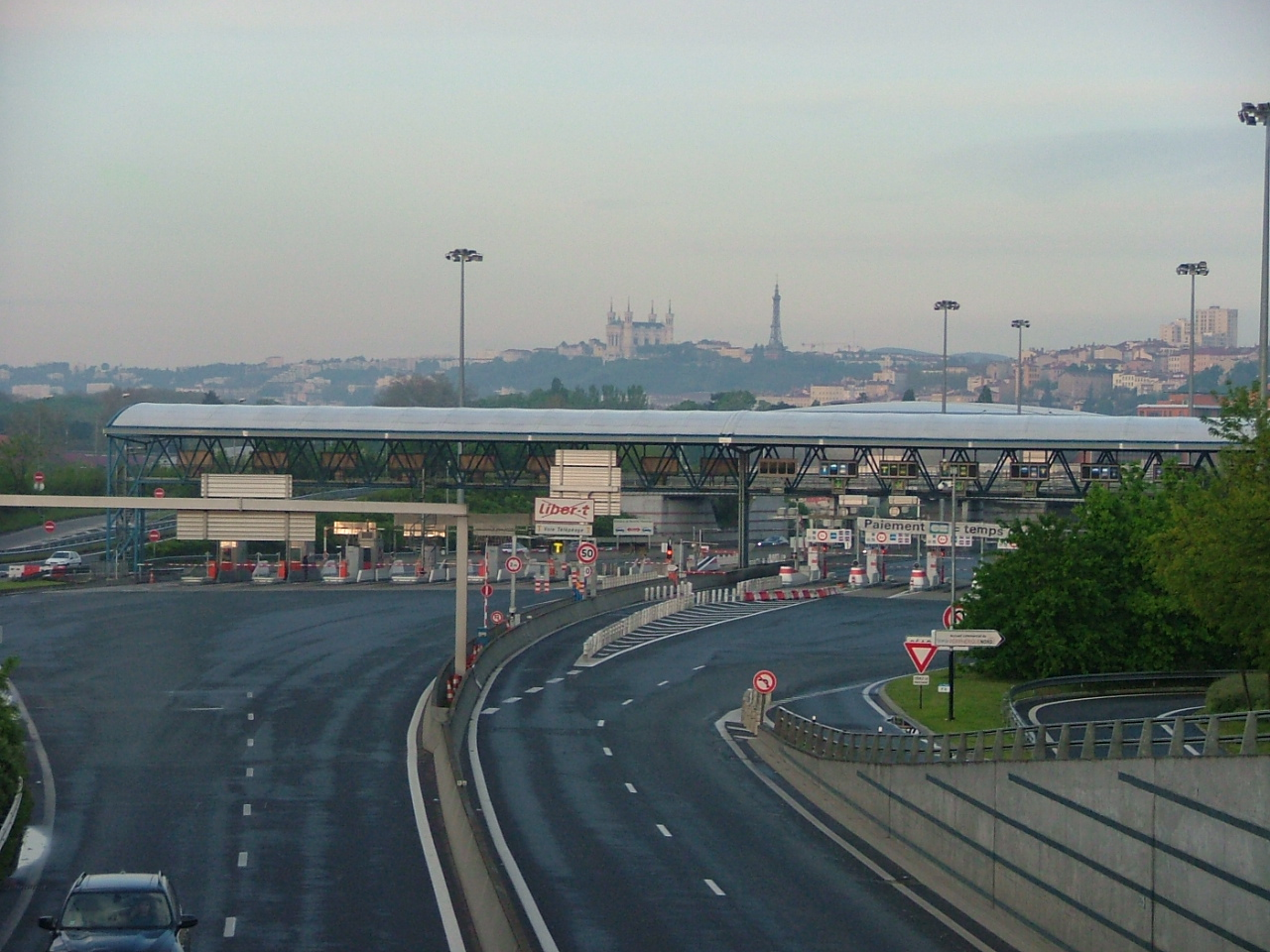
Gare de péage à Lyon, avec voies réservées télépéage

Au péage, les abonnés disposent pour leur passage de voies réservées (signalées par un « t » orange) : seuls les véhicules munis d'un badge de télépéage peuvent y payer et activer la barrière de péage s'il n'y a que le "t", mais celui-ci a également été rajouté sur la plupart des autres voies qui sont donc mixtes et ouvertes à l'ensemble des classes et des moyens de règlement (paiement par CB et/ou monnaie).
Le franchissement du péage sur voie réservée ou mixte nécessite en général un quasi-arrêt du véhicule. Une nouvelle technologie, ne nécessitant pas de modification du boîtier installé dans le véhicule, autorise toutefois désormais sur certaines voies le passage à 30 km/h, grâce au système de télépéage sans arrêt. La procédure de passage, de la détection du véhicule au levé de la barrière en passant par l'enregistrement de la transaction, est entièrement automatisée et ne demande aucune intervention de l'usager. En cas de défaillance du système, l'usager utilise un titre de transit normal (ticket) qui sera décompté sur son abonnement après avoir communiqué aux opérateurs le numéro d'identification de son badge (inscrit sous la forme d'une code-barres).
Depuis le 18/01/2018 pour les détenteurs d'une quelconque offre Ulys (anciennement Liber-t)(délivrée par ASF) il est possible d'utiliser le badge en Espagne jusqu’à Barcelone via l'AP-7 (depuis Le Perthus).
En janvier 2023, le groupe APRR lance sa marque de services de mobilité Fulli qui regroupe désormais tous ses services de mobilités tels que la vente de badge Télépéage, les cartes de recharge électrique, les stations-services ainsi que ses services connectés comme l’appli Fulli.

## Télépéage sans arrêt à vitesse lente
C'est une technologie permettant à l'usager de traverser une gare de péage sans s'arrêter, à la vitesse maximale de 30 ou 50 km/h. À la différence[réf. nécessaire] des voies FasTrak (en) californiennes, elles nécessitent que l'usager soit équipé d'un badge, bloquant les véhicules non équipés ou mal détectés.

## Télépéage sans arrêt à vitesse rapide
Le système AutoPASS permet le télépéage à une vitesse de 100 km/h, en Norvège. Il a été abandonné en France du fait de l'infrastructure spécifique qu'il nécessite (voie échappatoire de recyclage vers le péage avec arrêt) en cas d'échec du télépéage, ce qui requiert plus d'emprise au sol, générait un surcoût, empêchait le mixage avec les usagers non-télépéage lors des flux estivaux qui comportent moins d'abonnés télépéage, et posait également des problèmes de sécurité lorsqu'un véhicule s’arrêtait.

### Technique générale
Alors qu'une voie de télépéage classique dispose d'une balise placée au niveau de la barrière, les voies sans arrêt ont une seconde balise placée en amont, permettant ainsi la lecture du badge une quinzaine de mètres avant la barrière. La lecture du badge est effectuée dès lors qu'un véhicule est détecté par les capteurs placés en amont. Le programme de l'automate a alors le temps de vérifier la validité du badge et d'ouvrir ou non la barrière. En cas d'échec lors de la première lecture, l'usager sera alors immobilisé devant la barrière et son badge lu par l'antenne d'origine (dite de "rattrapage").
Du fait de la diversité des implémentations de cette technologies par les différentes sociétés d'autoroutes, il n'est pas possible de montrer précisément l'implantation des détecteurs dans la voie. On peut en revanche citer les différents types de capteurs employés :
- DTO (barrière optique) ;
- laser rotatif ;
- boucle magnétique ;
- pédale.

### Dimensions des voies
La largeur est fixée à 3 m pour les voies toutes classes (c'est-à-dire accueillant poids-lourds et véhicules légers). La longueur n'est pas réglementée, elle varie entre 20 et 58 m. Sur l'A43, on trouve aussi bien des voies de 30 m à la barrière de Saint-Quentin-Fallavier qu'une voie de 50 m au péage de Chignin.

### Sécurité
On distingue différents problèmes de sécurité :
- sécurité du personnel : les véhicules étant amenés à passer plus vite, le passage du personnel sur ces voies est interdit si la voie est ouverte à la circulation ;
- sécurité des usagers : en fonction du placement des voies sans arrêt au péage, certaines modifications limitant l'accès aux haltes en aval peuvent être instaurées.

## Fournisseurs et offres

### Autoroutes françaises
Les fournisseurs d'offres de télépéage sont toujours des concessionnaires autoroutier. En 2012, on compte plus de 65 offres de télépéage différentes, réparties entre neuf fournisseurs (Alis, APRR et AREA avec la marque Fulli, ASF, Autoroutes et tunnel du Mont-Blanc, Bip&Go, Cofiroute, Escota et Vinci avec Ulys). Les abonnements peuvent être annuels ou mensuels. Dans le second cas, l'utilisateur ne paye le coût du service que pour les mois où il a effectivement utilisé son badge.
La formule d'abonnement « Liber-t Vacances », créée le 1er janvier 2013, permet d'alimenter son compte par Chèque-vacances, et présente l'avantage complémentaire d'offrir les frais d'abonnement tant que le solde de chèques vacances est créditeur. Depuis le 1er juin 2021, le plafond d'alimentation est de 250 € par an.

### Service européen de télépéage
La Commission européenne vient d'adopter[Quand ?] une décision fixant les règles techniques "du service européen de télépéage (SET) qui permettra aux usagers de la route de s'acquitter aisément des droits de péage dans toute l'Union européenne grâce à un seul abonnement auprès d'un prestataire de service et à un seul équipement embarqué".
Un service européen de télépéage est créé. Ce service, qui est complémentaire par rapport aux services nationaux de télépéage des États membres, garantit l’interopérabilité sur l’ensemble du territoire de l'Union, pour l’usager des systèmes de télépéage déjà mis en place dans les États membres ainsi que de ceux installés par la suite dans le cadre de la présente directive.
Auparavant, les automobilistes ne pouvaient s'abonner aux systèmes de télépéage qu'au niveau national.
Le service européen de télépéage sera disponible sur toutes les infrastructures de l'ensemble de l'Union comme les autoroutes, les tunnels et les ponts où le droit de péage pourra être acquitté à l'aide de l'équipement embarqué.
La directive 2004/52/CE — qui est entrée en vigueur le 26 juin 2004 — a été transposée dans les lois nationales par tous les États membres (l’annexe 1 donne les références aux transpositions nationales de la directive).
La décision 2009/750/CE de la Commission en date du 6 octobre 2009 fixe les exigences essentielles qui s’appliqueront au SET dans la totalité de l’Union. La décision est entrée en vigueur le 8 octobre 2009, par sa notification aux États membres.

## Constructeurs
C&S, Q free, GEA et Thales fabriquent la large majorité des badges de télépéages. Actuellement, des badges plus petits de marque Kapsch sont souvent délivrés.

## Technologie
En France, le télépéage fonctionne grâce à des micro-ondes (bande des 5,8 GHz),.

## Le futur
La FNTR souhaite la généralisation de barrières de télépéage sans arrêt, pour des raisons écologiques. Ce système permettrait d'économiser 1,35 million tonnes de CO2 par an. Mais encore faudrait-il que ce système soit accessible sans contrainte à tous les usagers et qu'il ne se traduise pas par une augmentation des tarifs de péages.